# Religia în Elveția
Elveția nu are o religie de stat.

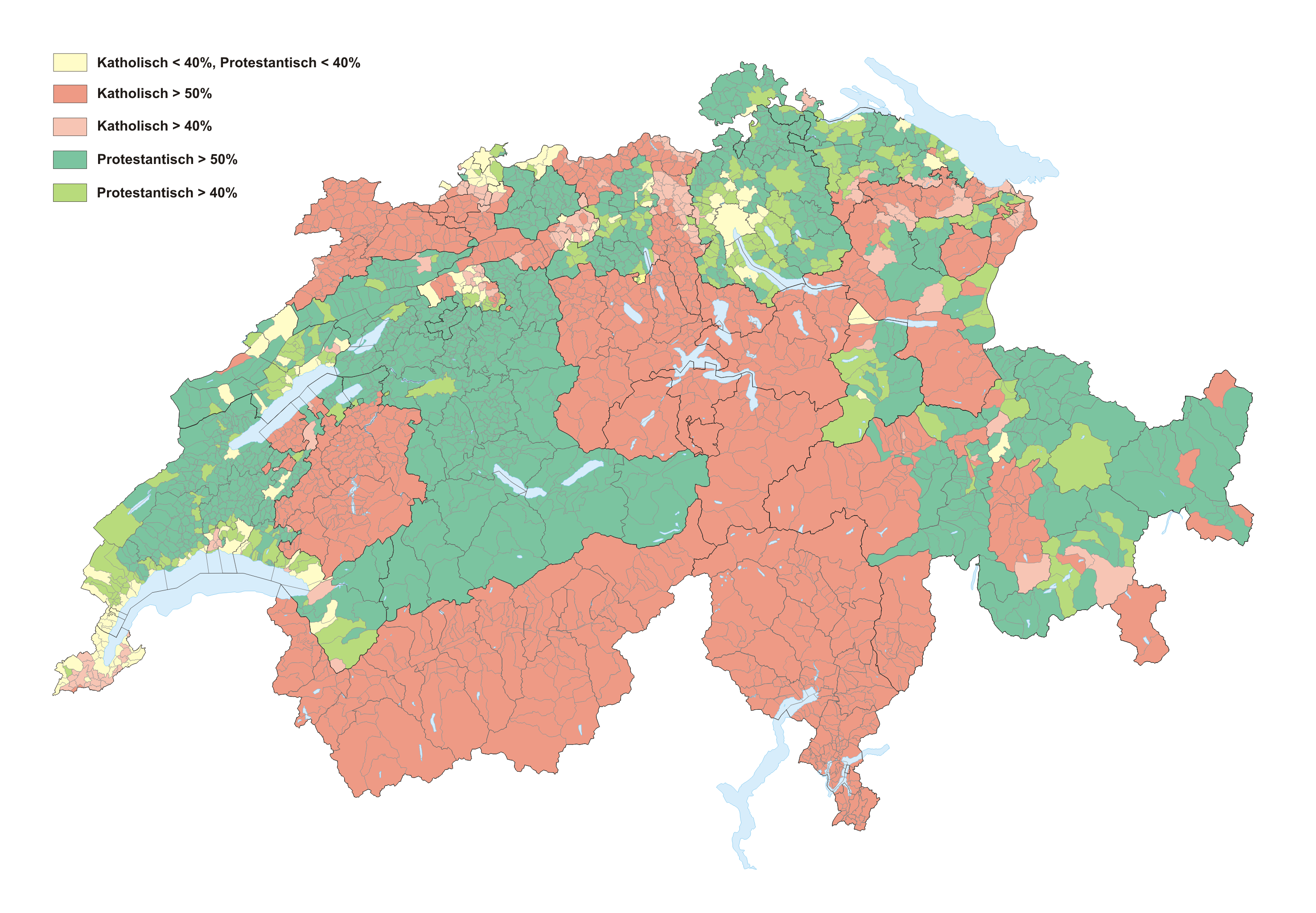
Distribuția confesiunilor în Elveția, în anul 2008 (verde: protestanți; roșu: catolici)

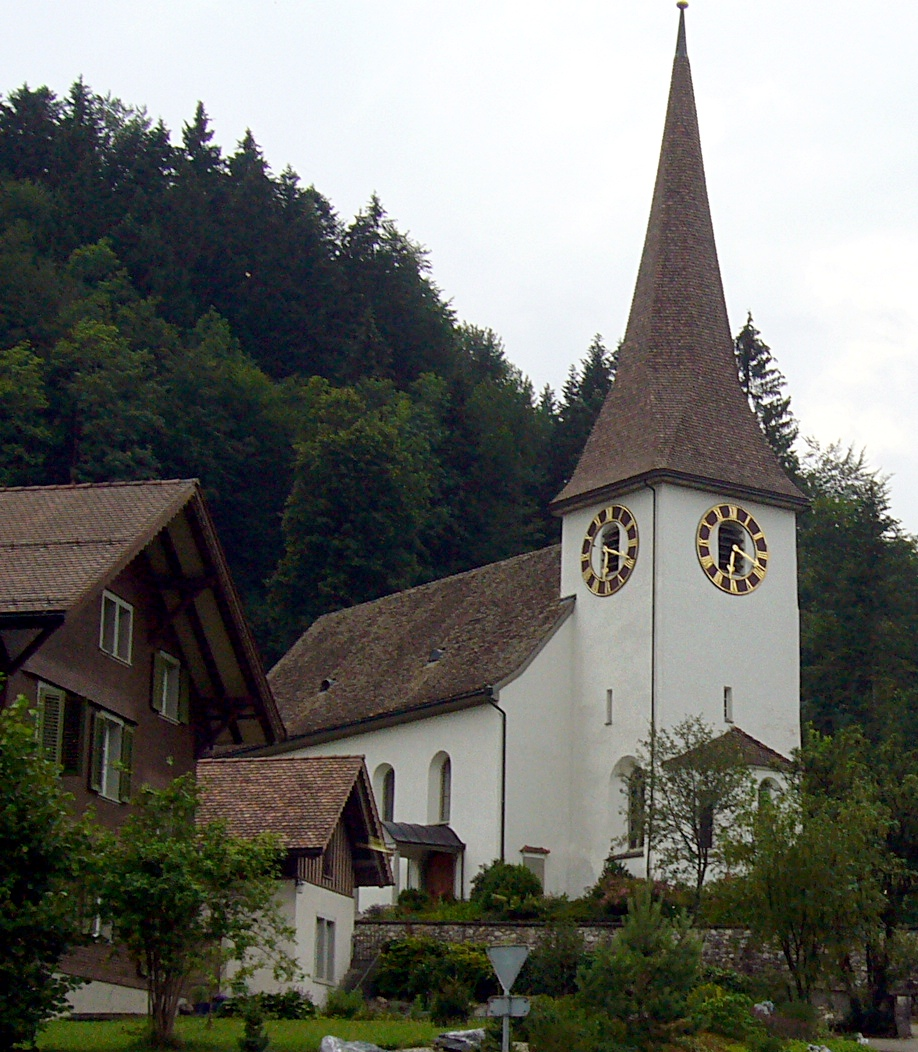
O biserică din Fischenthal, un sat din cantonul Zurich.

Libertatea cultului este garantată de articolul 49 al Constituției din 1874. Conform recensământului federal al populației din anul 2000, religia cea mai răspândită în Elveția este catolicismul cu 42 % din populație. 33 % din populație este reprezentată de comunitatea Bisericii Evanghelice Reformate, cantoanele  mândrindu-se în general cu una din cele două confesiuni. Islamul este cea de-a treia religie, de care aparține 4 % din populație. Un procent mai mic, de aproximativ 1 % aparține ortodoxiei. Prezența comunităților evreiești este atestată înainte de crearea Confederației Elvețiene, în zilele noastre ea fiind organizată în  instituții în cea mai mare parte a orașelor mari și reprezintă 0,3 % din populație. Actualmente, 11 % din locuitori  declară că nu aparțin niciunei religii. 
După Eurobarometrul efectuat în 2005,
- 48 % dintre cetățenii elvețieni au răspuns că ei cred în existența unui Dumnezeu,
- 39 % au răspuns că ei cred că există un fel de spirit sau forță vie,
- 9 % au răspuns că ei nu cred că există vreun fel de spirit, vreun Dumnezeu sau vreo forță vie.